# 커넥션스 (캐나다의 텔레비전 프로그램)
커넥션즈: 캐나다의 조직 범죄 연구는 캐나다 방송 협회가 제작하여 1977년 6월과 1979년 3월에 방영한 2부작 다큐멘터리 텔레비전 프로그램이다. 이것은 몬트리얼, 토론토 및 뱅쿠버에서의 조직 범죄의 증가를 다뤘다. 각부의 방영시간은 90분이었다. 이 시리즈는 마틴 버크가 각본과 감독을 맡았다.
이 프로그램은 1977년에 미치너 상을 받았다.

## 같이 보기
- 커넥션스 (영국의 텔레비전 프로그램) (제임스 버크, 1978)